# Virginia Township (comté de Warren, Iowa)
Virginia Township est un township du comté de Warren en Iowa, aux États-Unis,.
Il est nommé en référence à Virginia Towship en Virginie, d'où provenaient de nombreux colons,.

## Source de la traduction
- (en) Cet article est partiellement ou en totalité issu de l’article de Wikipédia en anglais intitulé « Virginia Township, Warren County, Iowa » (voir la liste des auteurs).